# Keratynazy
Keratynazy - jest to zwyczajowe określenie dla enzymów proteolitycznych zdolnych do hydrolizy keratyn. Enzymy keratynolityczne syntetyzują niektóre gatunki mikroorganizmów należące do bakterii, promieniowców, grzybów strzępkowych oraz drożdży.

Zdecydowana większość keratynaz należy do proteaz serynowych, choć spotykane są także metaloproteazy, keratynazy tiolowe oraz aspartylowe